# Sarah Moss
Pour les articles homonymes, voir Moss.
Sarah Moss, née en 1975, est une autrice et universitaire anglaise. Trois de ses ouvrages ont été finalistes du Wellcome Book Prize et sont traduits dans 15 langues. Son dernier roman, Ghost Wall (2018, traduit en français en 2020) est finaliste du prix littéraire féminin Baileys en 2019. 

## Biographie
Elle a publié six romans et un récit de voyage. Elle a commencé dans le monde universitaire en tant que chercheuse sur le romantisme, où elle a écrit sur l'influence des voyages en Arctique sur la poésie romantique et en publiant un ouvrage (non traduit en français) sur la nourriture et le genre dans la fiction féminine de l'ère romantique : Cracher le morceau : Nourriture, Cuisine, Lecture et Écriture dans la fiction britannique féminine (en anglais : Spilling the Beans: Eating, Cooking, Reading and Writing in British Women's Fiction, 2009). Elle est également la coautrice avec Alexander Badenoch de Chocolate: A Global History.
Elle passe l'année universitaire 2009-2010 comme professeure invitée à l'université d'Islande et écrit un récit de voyage sur son expérience avec sa famille en Islande sous le titre de Names for the Sea: Strangers in Iceland, qui est finaliste pour le Prix RSL Ondaatje en 2013.
Ses centres d'intérêt académiques incluent la pratique de la fiction contemporaine, le nature writing, les représentations littéraires des peuples du Nord de l'Angleterre et les relations entre la recherche académique et l'écriture créative. Elle enseigne également l'écriture créative à l'université de Warwick dans le département de littérature anglaise et comparée.

### Carrière littéraire
Elle publie son premier roman inspiré de sa recherche doctorale, Cold Earth (2009). Le roman The Tidal Zone est traduit en français, par Laure Manceau, et publié sous le titre Après la Fin, chez Actes Sud en mars 2018.
Son deuxième roman Night Waking (2011) est sélectionné par le club de lecture de la chaîne de librairies Waterstones et est finaliste du Prix Fiction Uncovered en 2011.
Son troisième roman Bodies of Light (2014) est finaliste pour le Wellcome Prize, et sa suite, Signs for Lost Children, (2015) est inscrit dans la liste des 15 meilleurs ouvrages de 2015 dans les journaux The Times, The Independent et le Financial Times et est finaliste du Wellcome Prize et du Walter Scott Prize. Son roman The Tidal Zone (2016) est également finaliste du Wellcome Prize. Son dernier roman, Ghost Wall (2018) est finaliste du prix littéraire féminin Baileys en 2019.

## Ouvrages

### Romans
- Cold Earth (Granta, 2009)
- Night Waking (Granta, 2011)
- Bodies of Light (Grant, 2014)
- Signs for Lost Children (Granta, 2015)
- The Tidal Zone (Granta, 2016) - Après la Fin (Actes Sud, 2018, traduction Laure Manceau) pour l'édition française
- Ghost Wall (Granta Books, 2018) - Dans la lande immobile (Actes Sud, 2020, traduction Laure Manceau) pour l'édition française
- Summerwater (Pan Macmillan, 2020) - Encore un jour de pluie (Actes Sud, 2022, traduction Laure Manceau) pour l'édition française
- The Fell (Pan Macmillan, 2021)

### Récits de voyage et écrits académiques
- Names for the Sea: Strangers in Iceland  (Granta, 2012)
- Spilling the Beans: Eating, Cooking, Reading and Writing in British Women's Fiction (Manchester: MUP, 2009)
- Chocolate: a Global History (Reaktion Books, 2009) -  (ISBN 1861895240 et 978-1861895240)